# Carl Emmermann
Carl Emmermann (6 mars 1915 – 25 mars 1990) était un commandant d'U-Boot allemand pendant la Seconde Guerre mondiale. En tant que commandant de l'U-172, il est crédité du naufrage de 26 navires pour un tonnage total de 152 080 tonneaux.

## Carrière
Né à Hambourg en 1915, Emmermann entre dans la Marine en 1934 où il est formé à l'académie navale Mürwik.
Emmermann rejoint l'U-Lehrdivision de mars 1939 à juin 1940 puis suit le cours d'une école d'artillerie navale de juillet 1940 à novembre 1940. Il devient ensuite le premier chef de quart sur l'U-A, alors sous le commandement de Hans Eckermann. Lors de sa première patrouille l'U-A endommage le cargo britannique à vapeur SS Empire Attendant.
En novembre 1941, Emmermann prend le commandement de l'U-172. Il effectue cinq patrouilles fructueuses dans la mer des Caraïbes, dans les eaux sud-africaines et dans le nord et le sud de l'Atlantique.
Son plus grand succès a été le naufrage du transport de troupes SS Orcades. Lors de sa cinquième patrouille, Emmermann et ses hommes secourent la moitié de l'équipage de l'U-604, endommagé au cours de deux attaques aériennes. Il est décoré de la Croix de chevalier le 27 novembre 1942 (133e de la Kriegsmarine, 70e de la Ubootewaffe) puis de la Croix de chevalier de la croix de fer avec feuilles de chêne le 4 juillet 1943 (256e de la Wehrmacht, 32e de la Kriegsmarine, 25e de la Ubootewaffe).
Il est ensuite Commandant de la 6.U-Flottille de novembre 1943 à août 1944. Le même mois, il devient chef de l'Erprobungsgruppe Typ XXIII. À la fin de 1944, il est conseiller au Groupe expérimental de U-Boote, puis Chef du Groupe expérimental pour le nouveau sous-marin Type XXIII. À ce titre, il est promu Korvettenkapitän le 1er décembre 1944.
En mars 1945, il commande l'U-3037 pendant un mois, sans effectuer aucune patrouille de guerre. Emmermann commande ensuite la 31.U-Flottille à Hambourg, puis est Commandant du Bataillon Naval 'Emmermann' d'avril 1945 à la capitulation. 
Emmermann survit à la guerre et retourne en l'Allemagne, où il étudie l'ingénierie et prospère dans les affaires. Il décède en 1990.

## Résumé de carrière

### Navires attaqués
| Date             | Navire            | Nationalité | Tonnage | Fait  |
| ---------------- | ----------------- | ----------- | ------- | ----- |
| 27 mai 1942      | Athelknight       | Royaume-Uni | 8 490   | Coulé |
| 3 juin 1942      | City of Alma      | USA         | 5 446   | Coulé |
| 5 juin 1942      | Delfina           | USA         | 3 480   | Coulé |
| 8 juin 1942      | Sicilien          | USA         | 1 654   | Coulé |
| 14 juin 1942     | Lebore            | USA         | 8 289   | Coulé |
| 15 juin 1942     | Bennestvet        | Norvège     | 2 438   | Coulé |
| 18 juin 1942     | Motorex           | Royaume-Uni | 1 958   | Coulé |
| 23 juin 1942     | Resolute *        | Colombie    | 35      | Coulé |
| 9 juillet 1942   | SS Santa Rita     | USA         | 8 379   | Coulé |
| 7 octobre 1942   | Chicksaw City     | USA         | 6 196   | Coulé |
| 7 octobre 1942   | Firethorn         | Panama      | 4 700   | Coulé |
| 8 octobre 1942   | Orcades           | Royaume-Uni | 23 456  | Coulé |
| 31 octobre 1942  | Aldington Court   | Royaume-Uni | 4 891   | Coulé |
| 2 novembre 1942  | Llandilo          | Royaume-Uni | 4 996   | Coulé |
| 23 novembre 1942 | Benlomond         | Royaume-Uni | 6 630   | Coulé |
| 28 novembre 1942 | Alaskan           | USA         | 5 364   | Coulé |
| 4 mars 1943      | City of Pretoria  | Royaume-Uni | 6 049   | Coulé |
| 13 mars 1943     | Thorstrand        | Norvège     | 3 041   | Coulé |
| 13 mars 1943     | Keystone          | USA         | 5 565   | Coulé |
| 16 mars 1943     | Benjamin Harrison | USA         | 7 191   | Coulé |
| 29 mars 1943     | Moanda            | Belgique    | 4 621   | Coulé |
| 28 juin 1943     | Vernon City       | Royaume-Uni | 4 748   | Coulé |
| 12 juillet 1943  | African Star      | USA         | 6 507   | Coulé |
| 15 juillet 1943  | Harmonic          | Royaume-Uni | 4 558   | Coulé |
| 24 juillet 1943  | Fort Chilcotin    | Royaume-Uni | 7 133   | Coulé |

* Voilier

### Récompenses
- Médaille de service de longue durée de la Wehrmacht de 4e classe (5 avril 1938)
- Croix De Fer (1939)
  - De 2e classe (19 mars 1941)
  - De 1re classe (2 août 1941)
- Insigne de combat des U-Boote (1939) (2 août 1941)
  - avec Diamants (1er octobre 1943)
- Croix du Mérite de guerre de 2e classe avec Épées (1er septembre 1944)
- Agrafe de combat au front des U-Boote (1er octobre 1944)
- Croix de chevalier de la croix de fer avec feuilles de chêne
  - Croix de chevalier le 27 novembre 1942 en tant que Kapitänleutnant et commandant de l'U-172
  - Feuilles de Chêne le 4 juillet 1943 en tant que Kapitänleutnant et commandant de l'U-172

### Promotions
- 26 septembre 1934 : Seekadett (aspirant)
- 1er juillet 1935 : Fähnrich zur See (élève-Officier)
- 1er janvier 1937 : Oberfähnrich zur See (premier officier)
- 1er avril 1937 : Leutnant zur See (sous-lieutenant)
- 1er avril 1939 : Oberleutnant zur See (premier lieutenant)
- 1er octobre 1941 : Kapitänleutnant (capitaine lieutenant)
- 16 juillet 1943 : Kapitänleutnant (capitaine lieutenant), nouveau rang d'âge, en date du 1er novembre 1940
- 1er décembre 1944 : Korvettenkapitän (capitaine de corvette)